# 34ns Premis AVN
Els 34ns Premis AVN, presentats per Adult Video News (AVN), van distingir les millors pel·lícules pornogràfiques i productes d'entreteniment per a adults entre l'1 d'octubre de 2015 i el 30 de setembre. 2016 i va tenir lloc el 21 de gener de 2017 a The Joint a Hard Rock Hotel and Casino, Paradise (Nevada). Durant la cerimònia, Adult Video News va presentar els Premis AVN (sovint coneguts com els Oscars del porno) en 117 categories. L'estrella webcm Aspen Rae i la premi AVN a l'artista femenina de l'any Riley Reid van coorganitzar la cerimònia, ambdues per primera vegada. El mestre de cerimònies va ser el còmic Colin Kane.
Suicide Squad XXX: An Axel Braun Parody va guanyar més premis amb nou, incloent Millor pel·lícula i Millor paròdia juntament amb Millor actriu per Kleio Valentien.

## Guanyadors i nominats
Els nominats per als 34è premis AVN es van anunciar el 17 de novembre de 2016, a la festa anual de nominacions als premis AVN a la discoteca Avalon a Hollywood.
Els guanyadors es van anunciar durant la cerimònia de lliurament de premis el 21 de gener de 2017.
Els principals premis d'intèrpret van ser per a Adriana Chechik, premi AVN a l'artista femenina de l'any; Mick Blue, intèrpret masculí de l'any i Hollie Hendrix, millor estrella nova. Pel que fa a les pel·lícules, els grans guanyadors van ser Suicide Squad XXX: An Axel Braun Parody, The Submission of Emma Marx: Exposed, The Preacher's Daughter i Natural Beauties, cadascun amb tres o més premis.

### Premis principals

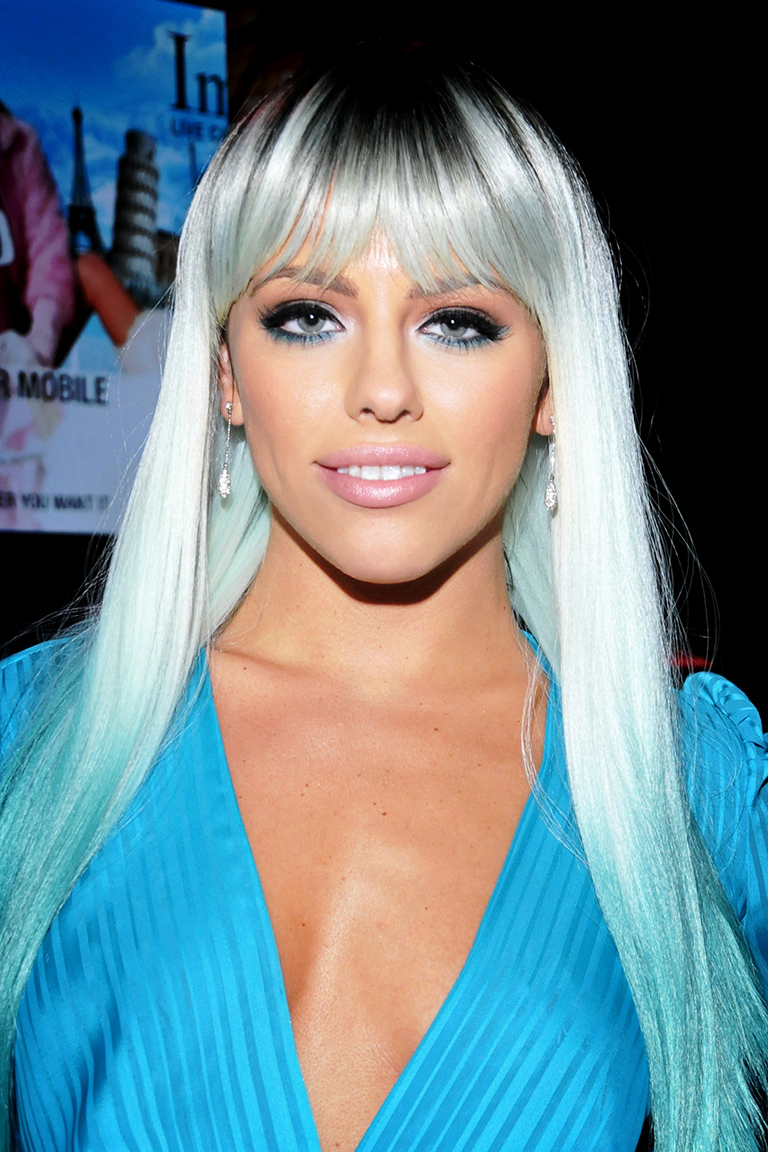
Adriana Chechik, premi AVN a l'artista femenina de l'any

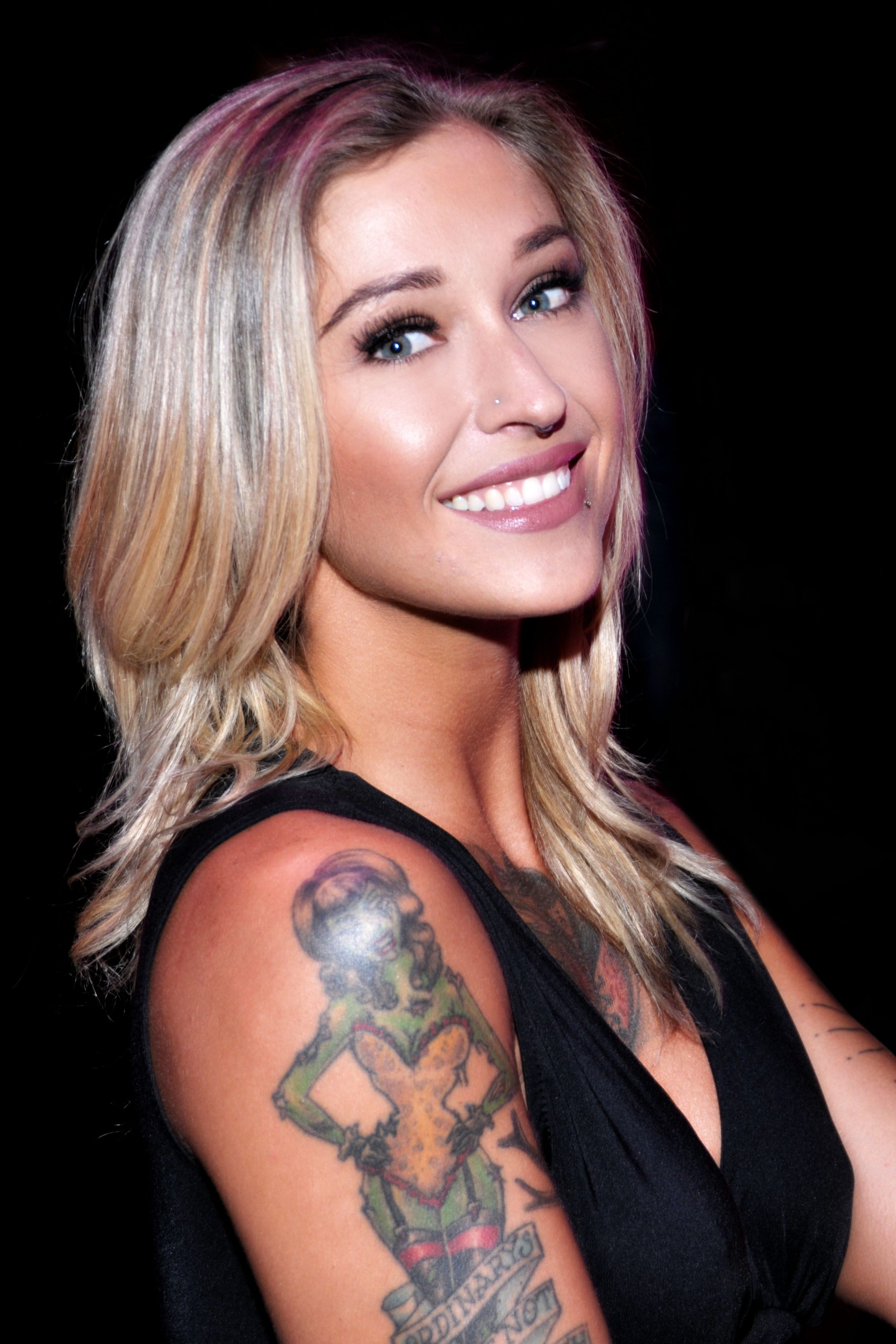
Kleio Valentien, premi a la millor actriu

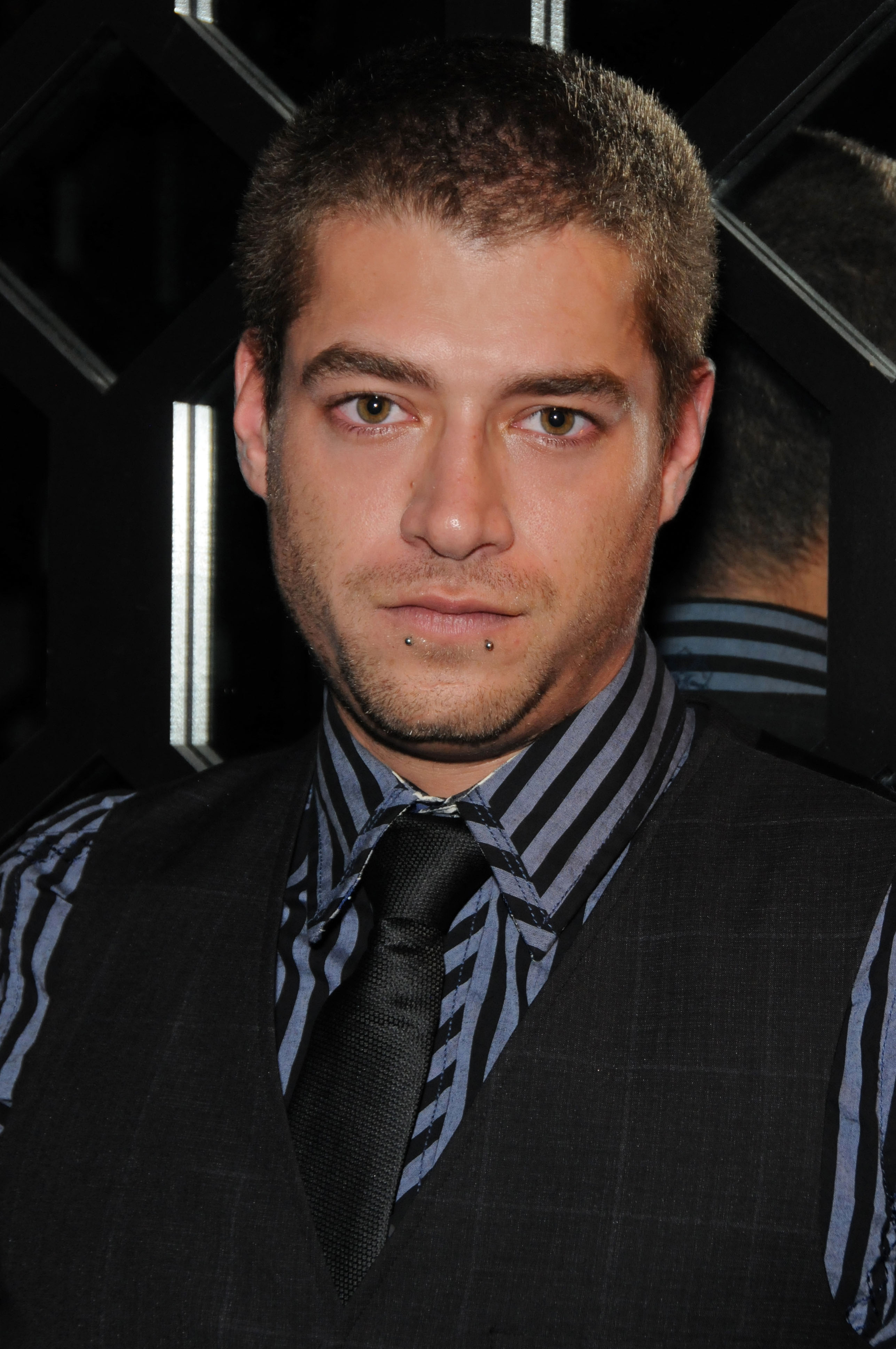
Xander Corvus, millor actor

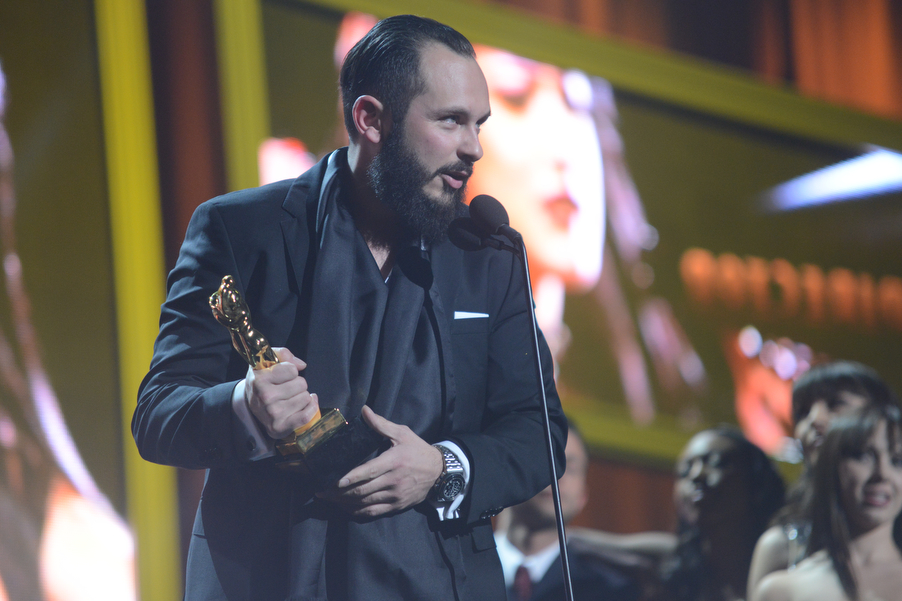
Greg Lansky, Director de l’any

Els guanyadors de les categories anunciades durant la cerimònia de lliurament de premis el 21 de gener de 2017, es destaquen en negreta i s'indiquen amb una doble daga ().
| Pel·lícula de l'any | Premi a l'artista femenina de l'any |
| --- | --- |
| - Suicide Squad XXX: An Axel Braun Parody Rather than nominees for this category, contenders are chosen from the winners in the "Best Release" categories such as Best Anthology Movie, Best Drama, Best Parody Release and several others. Voting is conducted separately just prior to the awards ceremony. | - Adriana Chechik - Anikka Albrite - August Ames - A.J. Applegate - Vicki Chase - Abella Danger - Aidra Fox - Keisha Grey - Chanell Heart - Katrina Jade - Jillian Janson - Sara Luvv - Megan Rain - Riley Reid - Verónica Rodríguez |
| Premi a l'artista masculí de l'any | Millor nova estrella |
| - Mick Blue - Xander Corvus - James Deen - Ryan Driller - Markus Dupree - Manuel Ferrara - Small Hands - Keiran Lee - Mandingo - Derrick Pierce - Tommy Pistol - Toni Ribas - Lexington Steele - Chris Strokes - Prince Yahshua | - Holly Hendrix - Kimmy Granger - Alex Grey - Elsa Jean - Jojo Kiss - Katy Kiss - Lyra Law - Melissa Moore - Kira Noir - Anya Olsen - Gia Paige - Piper Perri - Adria Rae - Lana Rhoades - Gina Valentina |
| Artista transsexual de l'any | Artista All-Girl de l'any |
| - Aubrey Kate - Michelle Austin - Aspen Brooks - Jessy Dubai - Jessica Fox - Foxxy - Nina Lawless - Kelli Lox - Venus Lux - Chelsea Marie - Sunshyne Monroe - Chelsea Poe - Domino Presley - Isabella Sorrenti - Stefani Special | - Jenna Sativa - Aiden Ashley - Lily Cade - Jayden Cole - Darcie Dolce - Val Dodds - Prinzzess Felicity Jade - Shyla Jennings - Jelena Jensen - Ryan Ryans - Celeste Star - Tanya Tate - Vanessa Veracruz |
| Millor actor | Millor actriu |
| - Xander Corvus, The Preacher's Daughter - Richie Calhoun, The Submission of Emma Marx: Exposed - Danny D, Sherlock: A XXX Parody - Ryan Driller, True Detective: A XXX Parody - Steve Holmes, The One I Lust - Marcus London, Devil Inside - Ryan McLane, Win a Date With Sophia Blake - Tyler Nixon, This Ain’t Fallout XXX - Tommy Pistol, Suicide Squad XXX: An Axel Braun Parody - Ryan Ryder, Storm of Kings: XXX Parody - Steven St. Croix, Color Blind - Evan Stone, The Donald - Nacho Vidal, Outland: Beyond the Far West - Chad White, The Marine - Aaron Wilcoxxx, Fragment of Love | - Kleio Valentien, Suicide Squad XXX: An Axel Braun Parody - Asa Akira, The J.O.B. - Aria Alexander, Sex Machina: A XXX Parody - Samantha Bentley, Hard in Love - Carter Cruise, Supergirl XXX: An Axel Braun Parody - Cherie DeVille, Project Pandora: A Psychosexual Lesbian Thriller - Jessica Drake, DNA - Karlee Grey, Student Bodies 5 - Veruca James, Deception: A XXX Thriller - Cassidy Klein, Little Red: A Lesbian Fairy Tale - Sara Luvv, Babysitting the Baumgartners - Abigail Mac, True Detective: A XXX Parody - Penny Pax, The Submission of Emma Marx: Exposed - Dana Vespoli, Lefty - Kasey Warner, Color Blind |
| Director de l'any | Millor actriu secundària |
| - Greg Lansky - Brad Armstrong - James Avalon - Axel Braun - Stormy Daniels - Manuel Ferrara - William H - Jules Jordan - Ryan Madison - Mason - Bree Mills & Stills by Alan - Jim Powers - B. Skow - Jacky St. James - Dana Vespoli | - Joanna Angel, Cindy Queen of Hell - Britney Amber, The Donald - Julia Ann, Keep It in the Family - Mercedes Carrera, Project Pandora: A Psychosexual Lesbian Thriller - Adriana Chechik, Color Blind - Bree Daniels, Lefty - Alexis Fawx, The Preacher's Daughter - Holly Heart, The Young & the Rest of Us - Kendra James, Missing: A Lesbian Crime Story - Karla Kush, Forbidden Affairs 5: My Wife’s Daughter - Angel Long, Hard in Love - Aaliyah Love, New Beginnings - Katie Morgan, Republican Candidate Wife Swap - April O’Neil, Ten Inch Mutant Ninja Turtles and Other Porn Parodies - Jessa Rhodes, Good Little Girl |
| Millor drama | Millor paròdia |
| - The Preacher's Daughter - Anything He Desires - Color Blind - Dark Secrets - Devil Inside - Dirty Money - DNA - Forbidden Affairs 5: My Wife’s Daughter - Fragment of Love - Last Chance - Lefty - The Marine - Red Light - Sugarbabies: A Cautionary Tale - The Young & the Rest of Us | - Suicide Squad XXX: An Axel Braun Parody - Beauty and the Beast XXX: An Erotic Fairy Tale Parody - Ghostbusters XXX Parody - How the Grinch Gaped Christmas - Little Red: A Lesbian Fairy Tale - Not Traci Lords XXX: '80s Superstars Reborn - The One I Lust - Republican Candidate Wife Swap - Sex Machina: A XXX Parody - Storage Whore Orgy - Supergirl XXX: An Axel Braun Parody - Ten Inch Mutant Ninja Turtles and Other Porn Parodies - This Ain't American Horror Story XXX - This Ain't Fallout XXX' - True Detective: A XXX Parody |
| Millor presentació d’estrella | |
| - Abella - - Adriana Chechik: The Ultimate Slut - Aidra Fox Is Slutwoman - All Access: Jasmine Jae - Ashley Fires Is the Archangel - Brett Rossi Is Delicious - Deviant Devil: Gabi Paltrova - Holly Hendrix’s Anal Experience - Jesse: Sex Machine 2 - Mia - Mick Loves Anikka - Riley Reid: Overexposed - SeXXXploitation of Alix Lynx - The Sins Life - Verónica Rodríguez: Latina Squirt Goddess | |
| Millor escena sexual noi/noia | Millor escena sexual noia/noia |
| - Kendra Sunderland, Mick Blue; Natural Beauties - Janice Griffith, Small Hands; Ass Effect' - Katrina Jade, Prince Yahshua; Big Wet Interracial Tits - Anna de Ville, Ryan Madison; BoHo Beauties - Kimmy Granger, J-Mac; Don’t Break Me - Lea Lexis, Ramón Nomar; Fucking Flexible - Sara Luvv, Mandingo; Her 1st Interracial - Lana Rhoades, Xander Corvus; Hot Models - Verónica Rodríguez, Xander Corvus; Love Her Madly - Anikka Albrite, Mick Blue (scene 1); Mick Loves Anikka - Aidra Fox, James Deen; Perfect Pussy - Chanel Preston, Damon Dice; Red Light - Carter Cruise, Charles Dera; Supergirl XXX: An Axel Braun Parody - Gina Valentina, Seth Gamble; Teen Sex Dolls 2 - Alexis Adams, Manuel Ferrara; Young & Glamorous 8 | - Riley Reid, Reena Sky; Missing: A Lesbian Crime Story - Allie Haze, Peta Jensen; Anything He Desires - Kenna James, Kristen Scott; First Lesbian Summer - Rebel Lynn, Sara Luvv (scene 5); Fool for Love - Anya Olsen, Sandy Fantasy; Girlfiction - Kira Noir, Kelsi Monroe; Lesbian Beauties 16: Interracial - Gina Valentina, Verónica Rodríguez; Lesbian Border Crossings - Shyla Jennings, Elle Alexandra; The Lesbian Experience: An Unexpected Encounter - Cadence Lux, Amara Romani; Lesbian Fantasies - August Ames, Darcie Dolce; The Lesbian Landlord - Abigail Mac, Lilly Evans; Lesbian Tutors 2 - Ariana Marie, Xandra Sixx; Let It Ride - Aspen Rae, Shae Snow; My Wicked Tongue - Jenna Sativa, Lyra Law; No Man's Land: Raunchy Roommates 2 - Aidra Fox, Eva Lovia; We Live Together 43 |
| Millor escena sexual anal | Millor escena sexual oral |
| - Megan Rain, Manuel Ferrara; Anal Models - Abella Danger, Manuel Ferrara; Abella - Alex Grey, Mick Blue; Anal Beauty 3 - Veruca James, Markus Dupree; Anal Domination - Veronica Avluv, James Deen; Anal Fanatic 7 - Joanna Angel, Nacho Vidal; Anal Sex on the Beach - Ariana Marie, Mick Blue; The Art of Anal Sex 2 - Adriana Chechik, Mick Blue; Gape Tryouts - Romi Rain, Keiran Lee; In the Ass at Last - Riley Reid, Joss Lescaf; Interracial & Anal 3 - Kristina Rose, Mick Blue; Latin Asses 2 - Marley Brinx, Chris Strokes; Marley Brinx Pushes the Temperature Up to Sizzling - Casey Calvert, Toni Ribas; Oil & Anal 2 - Vicki Chase, Mick Blue; Performers de l'any 2016 - Jillian Janson, Mick Blue; Top Models              | - Adriana Chechik; Adriana Chechik: The Ultimate Slut - Dakota, #My Face 2 - Aria Alexander, Aria Alexander Swallows Every Last Drop - Asa Akira, Asa Goes to Hell - Brett Rossi, Brett Rossi Is Delicious - Skin Diamond, Teanna Trump; Deep Throat League 2 - Morgan Lee, Facialized 3 - Marsha May, Feeding Frenzy 12 - Kristina Rose, Gag Reflex 2 - Chanel Preston, Massive Facials 7 - Blair Williams, Mouth Magic - Verónica Rodríguez, Riley Reid; Slobber River BJs - Riley Steele, Supergirl XXX: An Axel Braun Parody - Jillian Janson, Casey Calvert, Aidra Fox; Throat Training 2 - Samantha Rone, Wet Food 7 |
| Premi Fans: Porno estrella femenina favorita | Premi Fans: Cam Girl favorita |
| - Riley Reid - A.J. Applegate, Abella Danger, Abigail Mac, Adriana Chechik, Aidra Fox, Alexis Texas, Allie Haze, Ana Foxxx, Angela White, Anikka Albrite, Aria Alexander, Ariana Marie, Asa Akira, August Ames, Brett Rossi, Carter Cruise, Casey Calvert, Chanell Heart, Chloe Amour, Dani Daniels, Eva Lovia, Goldie Rush, Janice Griffith, Jenna Sativa, Jessa Rhodes, Jesse, Jessica Drake, Jillian Janson, Karlee Grey, Kasey Warner, Kat Dior, Katrina Jade, Keisha Grey, Kissa Sins, Kleio Valentien, Layla Sin, Luna Star, Megan Rain, Mia Malkova, Misty Stone, Morgan Lee, Nicole Aniston, Nikki Benz, Penny Pax, Peta Jensen, Riley Steele, Romi Rain, Sara Luvv, Shyla Jennings, Verónica Rodríguez, Vicki Chase.                | - Kati3kat - 0bedientSlut, AAPL_, AbrilRocks, adysweet, AllexyaHot, AlysaJolie, AngelKiuty, Arquelina, Aruba Jasmine, Ashe Maree, AsianPlaymateXX, Aspen Rae, Aubrilee, BabyJas, BlondMelanye, Brielle Day, CarminaHot1, Caylin, Cherry Devivre, ChristyOnCam, Chroniclove, DaisyDestin, Dawn Willow, Devious Angel, Emily Grey, Eva Gomez, Eva Sin, Ginger Banks, Goddess Valora, Harli Lotts, Hazina, HopeDaylee, Jalyn, Jenny Blighe, Jisel Lynn, JordanLane, KaliiiRose_, Kickaz, LeightonBrook, LenaSpanks, Lexie Ford, LindseyBanks, LittleRedBunny, Livia Choice, LovelyKittie, MalibuBomb, Mariah Leonne, Melody Kush, MissAshe, MissChristmas, Mitsuko Doll, Natalie Star, OneGreatDiva, Paulina, PavlovsWhore, Pocket, Poppynaked, Rapture, Raquelle Diva, Rebecca000, Sabrina Nellie, saracross, Sassha Red, SeductiveGoddess1, ShandaFay, Spanishstar, Stefanie Joy, SugarBooty, UrCuteSarah, Valentina_Arango, Vicalouqua74, VivianisHere. |

### Guanyadors de premis addicionals
La següent és la llista de les categories de premis restants, que es van presentar a part de la cerimònia de lliurament de premis real.
CATEGORIES DE CONTINGUT
- BBW Performer de l'any: Angel DeLuca
- Millor escena de sexe grupal All-Girl: Serena Blair, Celeste Star & Alix Lynx, AI: Artificial Intelligence
- Millor pel·lícula All-Girl: Missing: A Lesbian Crime Story
- Millor sèrie All-Girl: Women Seeking Women
- Millor pel·lícula Amateur/Pro-Am: Amateur POV Auditions 26
- Millor sèrie Amateur/Pro-Am: Amateur Introductions
- Millor pel·lícula anal: The Art of Anal Sex 3
- Millor sèrie anal: Anal Beauty
- Millor pel·lícula antologia: Natural Beauties
- Millor direcció artística: Suicide Squad XXX: An Axel Braun Parody
- Millor pel·lícula BDSM: Deception: A XXX Thriller
- Millor pel·lícula Big Butt: Anikka vs. Kelsi
- Millor pel·lícula Big Bust: Big Wet Breasts 3
- Millor fotografia: Eddie Powell, The Submission of Emma Marx: Exposed
- Millor comèdia: Cindy Queen of Hell
- Millor sèrie de continuïtat: Angela Loves ...
- Millor director - pel·lícula: Jacky St. James, The Submission of Emma Marx: Exposed
- Millor director – pel·lícula estrangera: John Stagliano, Hard in Love
- Millor director – No pel·lícula estrangera: Nacho Vidal, Nacho Loves Nekane
- Millor director – No pel·lícula: Greg Lansky, Natural Beauties
- Millor director – Paròdia: Axel Braun, Suicide Squad XXX: An Axel Braun Parody
- Millor escena sexual de doble penetració: Abella Danger, Mick Blue, Markus Dupree, Abella
- Millor edició: Eddie Powell, The Submission of Emma Marx: Exposed
- Millor sèrie ètnica/interracial: Black & White
- Millor pel·lícula ètnica: Asian Fuck Machines
- Millor pel·lícula estrangera: Sherlock: A XXX Parody
- Millor no pel·lícula estrangera: Rocco's Italian Porn Boot Camp 2
- Millor sèrie estrangera: Rocco One on One
- Millor pel·lícula gonzo: Angela Loves Gonzo
- Millor escena de sexe en grup: Jojo Kiss, Katrina Jade, Casey Calvert, Goldie Rush, Keisha Grey, Prince Yahshua, Lexington Steele, Rico Strong; Orgy Masters 8
- Millor pel·lícula Ingénue: Fresh Girls 3
- Millor pel·lícula interracial: My First Interracial 7
- Millor maquillatge: Cammy Ellis, May Kup, Suicide Squad XXX: An Axel Braun Parody
- Millor campanya de màrqueting - Imatge de l'empresa: Blacked/Tushy/Vixen
- Millor campanya de màrqueting - Projecte individual: No on Prop 60, Julia Ann
- Millor pel·lícula MILF: Dirty Rotten Mother Fuckers 10
- Millor nou segell: Vixen
- Millor nova sèrie: Her 1st Interracial
- Millor actuació no sexual: Nyomi Banxxx, Suicide Squad XXX: An Axel Braun Parody
- Millor pel·lícula dona gran/noi jove: Mother-Daughter Exchange Club 44
- Millor pel·lícula oral: Facialized 3
- Millor pel·lícula orgia/gangbang: Gangbanged 7
- Millor pel·lícula de poliamor: Babysitting the Baumgartner
- Millor guió: Jacky St. James, The Submission of Emma Marx: Exposed
- Millor guió – Paròdia: Axel Braun, Suicide Squad XXX: An Axel Braun Parody
- Millor escena de sexe en una producció estrangera: Misha Cross, Nikita Bellucci, Hard in Love
- Millor interpretació en solitari/tease: Asa Akira, Asa Goes to Hell
- Millor banda sonora: The Submission of Emma Marx: Exposed
- Millors efectes especials: Supergirl XXX: An Axel Braun Parody
- Millor pel·lícula especialitzada - Altres gèneres: Marshmallow Girls 4
- Millor sèrie especialitzada - Altres gèneres: Schoolgirl Bound
- Millor actor secundari: Brad Armstrong, The Preacher's Daughter
- Millor pel·lícula de relacions tabú: Tabu Tales: Me, My Brother and Another

Contingut (ctd.)
- illor escena sexual a tres bandes: noi/noi/noia: Kleio Valentien, Tommy Pistol, Charles Dera, Suicide Squad XXX: An Axel Braun Parody
- Millor escena sexual a tres bandes: noia/noiaa/noi: Alex Grey, Karla Kush, Christian Clay, Anal Beauty 4
- Millor pel·lícula transsexual: Real Fucking Girls
- Millor sèrie transsexual: Trans-Visions
- Millor escena de sexe transsexual': Buck Angel, Valentina Nappi, Girl/Boy 2
- Millor escena sexual de realitat virtual: Joanna Angel, Abella Danger, Manuel Ferrara, Angel 'n Danger
- Títol intel·ligent de l’any: Aunts in My Pants
- Artista estrangera de l'any: Misha Cross
- Estrella principal de l'any: Julia Ann
- Artista estranger de l'any: Danny D.
- Artista MILF de l'any: Kendra Lust

WEB I TECNOLOGIA
- Millor programa d'afiliats: Famedollars.com
- Millor lloc web alternatiu: Kink.com
- Millor lloc web de cites: Flirt.com
- Millor lloc web de membres: Tushy.com
- Millor lloc web d'estrelles porno: TashaReign.com
- Millor lloc web per a noies soles: Bryci.com
- Millor innovació/lloc de realitat virtual: HoloGirlsVR.com
- Millor director web: Glenn King

PRODUCTES DE PLAER
- Millor fabricant de preservatius: Trojan
- Millor fabricant de millores: MD Science Labs
- Millor fabricant de fetitxes: Stockroom
- Millor fabricant de roba interior o roba: Fantasy Lingerie
- Millor fabricant de lubricants: System JO
- Millor fabricant de productes de plaer - Gran: NS Novelties
- Millor fabricant de productes de plaer - Mitjà: Jopen
- Millor fabricant de productes de plaer - Petit: Berman Innovations/POP Dildo

VENTA AL MENOR I DISTRIBUCIÓ
- Millor botiga: Cupid's Closet (Westchester, CA)
- Millor cadena minorista - Gran: Lion's Den
- Millor cadena minorista - Mitjana: Ambiance, The Store for Lovers
- Millor cadena minorista - Petita: Babeland
- Millor botiga web minorista: AdultEmpire.com

PREMIS DELS FANS
- Cam Guy preferit: AdamSinner
- Parella Cam preferida: CookinBaconNaked
- Estrella porno masculina preferida: Johnny Sins
- Estrella de la càmera trans preferida: Aubrey Kate
- Estrella porno trans preferida: Aubrey Kate
- MILF més popular: Kendra Lust
- Nouvingut més popular: Lana Rhoades
- Joguina sexual més sorprenent: Angela White Fleshlight
- Cul més èpic: Alexis Texas
- Pits més espectaculars: August Ames
- Estrella de les xarxes socials: Riley Reid
- Web Queen: Kissa Sins

### Múltiples nominacions i premis
Suicide Squad XXX: An Axel Braun Parody va guanyar la majoria de premis amb nou, seguit de The Submission of Emma Marx: Exposed amb cinc. Altres pel·lícules guardonades amb múltiples premis van ser Natural Beauties i The Preacher's Daughter, tres guanyadores cadascuna i Abella, Cindy Queen of Hell, Hard in Love i  Missing: A Lesbian Crime Story amb dos cadascun. A més, Anal Beauty 4 i Angela Loves Gonzo van guanyar un premi individual a més de formar part dels premis a la millor sèrie.

## Premis Honorífics AVN

### Saló de la Fama
El 28 de desembre de 2016, AVN va anunciar els membres del 2017 al seu saló de la fama, i els homenatjats de la branca de productes de plaer foren anunciats l'endemà:
- Branca vídeo: Monique Alexander, Mick Blue, Stuart Canterbury, Cassidey, Rinse Dream, Kelly Holland, Steve Holmes, Sara Jay, Tory Lane, Mandingo, Daisy Marie, Aurora Snow, Charmane Star, Mark Stone, Christian XXX.[13]
- Branca executius: Joe Dambrosio, Danny Gorman, Jeff Steward, Gabor Szabo (aka Gabor Esterhazy).[13]
- Branca fundadors Internet: Gyorgy Gattyan, Michael Reul, Jim McBride.[13]
- Branca productes de plaer: Chuck Harnish, Jim Horne, Big Al Bedrosian, Dell Williams.[14]

## Informació de la cerimònia
AVN va afegir dues noves categories al programa de premis del 2017, per reconèixer el gènere emergent de realitat virtual: Millor escena sexual de realitat virtual i Millor innovació en realitat virtual, aquesta darrera homenatja "l'avenç tecnològic més significatiu en la producció o presentació d'entreteniment de realitat virtual".